# Lijst van voetbalinterlands België - Rusland
Deze lijst van voetbalinterlands is een overzicht van alle officiële voetbalwedstrijden tussen de nationale teams van België en Rusland. De landen hebben tot op heden acht keer tegen elkaar gespeeld. De eerste wedstrijd, een vriendschappelijk duel, werd gespeeld in Brussel op 24 april 1996. Het laatste duel, een groepswedstrijd tijdens het Europees kampioenschap voetbal 2020, vond plaats op 12 juni 2021 in Sint-Petersburg.

## Wedstrijden
| № | Plaats          | Datum            | Competitie           | Wedstrijd        | Uitslag |
| - | --------------- | ---------------- | -------------------- | ---------------- | ------- |
| 1 | Brussel         | 24 april 1996    | Vriendschappelijk    | België − Rusland | 0 − 0   |
| 2 | Fukuroi         | 14 juni 2002     | WK 2002              | België − Rusland | 3 − 2   |
| 3 | Voronezj        | 17 november 2010 | Vriendschappelijk    | Rusland − België | 0 − 2   |
| 4 | Rio de Janeiro  | 22 juni 2014     | WK 2014              | België − Rusland | 1 − 0   |
| 5 | Sotsji          | 28 maart 2017    | Vriendschappelijk    | Rusland − België | 3 − 3   |
| 6 | Brussel         | 21 maart 2019    | EK 2020 kwalificatie | België − Rusland | 3 − 1   |
| 7 | Sint-Petersburg | 16 november 2019 | EK 2020 kwalificatie | Rusland − België | 1 − 4   |
| 8 | Sint-Petersburg | 12 juni 2021     | EK 2020              | België − Rusland | 3 − 0   |

## Samenvatting
| Competitie        | Totaal gespeeld | Winst België | Gelijk | Winst Rusland | Doelsaldo België – Rusland |
| ----------------- | --------------- | ------------ | ------ | ------------- | -------------------------- |
| WK-eindronde      | 2               | 2            | 0      | 0             | 4 − 2                      |
| EK-eindronde      | 1               | 1            | 0      | 0             | 3 − 0                      |
| EK-kwalificatie   | 2               | 2            | 0      | 0             | 7 − 2                      |
| Vriendschappelijk | 3               | 1            | 2      | 0             | 5 − 3                      |
| Totaal            | 8               | 6            | 2      | 0             | 19 − 7                     |

Wedstrijden bepaald door strafschoppen worden, in lijn met de FIFA, als een gelijkspel gerekend.

## Details

### Eerste ontmoeting
| Vriendschappelijk (Brussel, België, 24 april 1996): |       |         |
| België                                              | 0 – 0 | Rusland |
|                                                     | goals |         |

### Tweede ontmoeting
| WK 2002 (Fukuroi, Japan, 14 juni 2002):          |       |                                               |
| België                                           | 3 – 2 | Rusland                                       |
| Johan Walem 7' Wesley Sonck 78' Marc Wilmots 82' | goals | 52' Vladimir Bestsjastnych 88' Dmitri Sytsjov |

### Vierde ontmoeting
| WK 2014 (Rio de Janeiro, Brazilië, 22 juni 2014): |              | |
| België | 1 – 0        | Rusland |
| Divock Origi 88' | goals        | |
| Marc Wilmots | bondscoach   | Fabio Capello |
| Thibaut Courtois Toby Alderweireld Thomas Vermaelen 31' Vincent Kompany Daniel Van Buyten Axel Witsel Kevin De Bruyne Marouane Fellaini Eden Hazard Romelu Lukaku 57' Dries Mertens 75' | opstellingen | Igor Akinfejev 62' Aleksej Kozlov Sergej Ignasjevitsj Vasili Berezoetski Dmitri Kombarov Denis Gloesjakov 83' Oleg Sjatov Viktor Fajzoelin Maksim Kanoennikov Aleksandr Kokorin 90' Aleksandr Samedov |
| Jan Vertonghen 31' Divock Origi 57' Kevin Mirallas 75' | wissels      | 62' Andrej Jesjtsjenko 83' Alan Dzagojev 90' Aleksandr Kerzjakov |
| Axel Witsel 54' Toby Alderweireld 73' | gele kaarten | 38' Denis Gloesjakov |

### Vijfde ontmoeting
| Vriendschappelijk (Adler, Rusland, 28 maart 2017): |              | |
| Rusland | 3 – 3        | België |
| Viktor Vasin 3' Aleksej Mirantsjoek 74' Aleksandr Boecharov 90+2' | goals        | 17' (pen.) Kevin Mirallas 42' Christian Benteke 45' Christian Benteke |
| Stanislav Tsjertsjesov | bondscoach   | Roberto Martínez |
| Igor Akinfejev Fjodor Koedrjasjov Viktor Vasin Roman Neustädter Dmitri Kombarov Roman Zobnin Aleksandr Samedov Alan Dzagojev 17' Aleksandr Jerochin 76' Maksim Kanoennikov 46' Dmitry Poloz 62' | opstellingen | Simon Mignolet 90' Thomas Vermaelen Jan Vertonghen Toby Alderweireld 85' Mousa Dembélé Radja Nainggolan 77' Nacer Chadli Thomas Foket 66' Youri Tielemans 66' Kevin Mirallas 77' Christian Benteke |
| Magomed Ozdojev 17' 72' Aleksandr Boecharov 46' Aleksandr Golovin 62' Aleksej Mirantsjoek 72' Denis Gloesjakov 76'                                                                              | wissels      | 66' Axel Witsel 66' Dries Mertens 77' Yannick Ferreira Carrasco 77' Romelu Lukaku 85' Thorgan Hazard 90' Dedryck Boyata                                                                            |

### Zesde ontmoeting
| EK 2020 kwalificatie (Brussel, België, 21 maart 2019): |              | |
| België | 3 – 1        | Rusland |
| Youri Tielemans 14' Eden Hazard 45' (pen.) Eden Hazard 88' | goals        | 16' Denis Tsjerysjev |
| Roberto Martínez | bondscoach   | Stanislav Tsjertsjesov |
| Thibaut Courtois Toby Alderweireld Dedryck Boyata Jan Vertonghen Timothy Castagne Youri Tielemans Leander Dendoncker Thorgan Hazard 84' Dries Mertens Michy Batshuayi Eden Hazard | opstellingen | Guilherme Mário Fernandes Kirill Nababkin Georgi Dzhikiya Fjodor Koedrjasjov Joeri Zjirkov Ilzat Achmetov Aleksandr Golovin 26' Daler Koezjajev 64' Denis Tsjerysjev 77' Artjom Dzjoeba |
| Nacer Chadli 84' | wissels      | 26' Anton Mirantsjoek 64' Fjodor Tsjalov 77' Fjodor Smolov |
| Dries Mertens 90' | gele kaarten | 19' Aleksandr Golovin |
| | rode kaarten | 19', 90' Aleksandr Golovin |